# العهد: الكلام المباح (مسلسل)
العهد: الكلام المباح والذي كان سيحمل اسم مملكة إبليس فترة تحضيره للإنتاج، مسلسل تلفزيوني مصري خيالي ومن نوع دراما خوارق، عرض في شهر رمضان 1436 هـ/2015 ميلادي.
المسلسل من تأليف محمد أمين رضا، وإخراج خالد مرعي، ومن بطولة كل من كندة علوش، صبا مبارك، غادة عادل، شيرين رضا وآسر ياسين.

## الممثلين (حسب الكفر)
كفر القلعة
- شيرين رضا: جومر (زوجة كبير الكفر)
- خالد كمال: خليل (أخو الكبير اللقيط)
- آسر ياسين: مهيب (ابن الكبير [المسمِّم])
- ياسر المصري: مشعل (كبير الغفر)
- سلوى خطاب: استمنوها (أم مشعل وخالة الكبير وحارسة العهد)
- غادة عادل: سحر (ابنة مشعل الكبيرة [المبروكة])
- وليد فواز: زينهم (كبير الغفر الجديد)

| كفر نطاط الحيط - زينب وهبي: أم أنيسة (عرافة وكبيرة الكفر) - سوسن بدر: أنيسة (والدة سجاج) - هنا شيحة: سجاج - صبري فواز: ضوي - محمد الشرنوبي: أُبي (ابن سجاج المقعد) - مهرة الخولي: تنّومة (أخت سجاج) - علاء زينهم: بحطوطي (والد سجاج) - كندة علوش: سوسن (بنت ضوي وزعيمة عصابة الحشاشين) - أحمد مجدي: علاءالحشاش حبيب سوسن | كفر النسوان - صبا مبارك: ريا (لقيطة الكبير وكبيرة الكفر) - أحمد العوضي: أكمل (لقيط خليل وزوج ريا) - صفوة: سكينة أم أكمل - أروى جودة: سندس (ابنة مشعل الصغيرة/عالمة) - سامي مغاوري: أبادير - أيتن عامر: فتحي |

## البث
اشترت شبكة قنوات النهار حقوق البث الحصري في مصر خلال شهر رمضان للعمل، بينما قامت مجموعة قنوات إم بي سي بشراء حق البث في منطقة الخليج، كما اشترت قناة أي آر تي حكايات لعرضه خلال ذات الشهر.
| الدولة               | الشبكة      | العرض                |
| -------------------- | ----------- | -------------------- |
| مصر                  | النهار      | رمضان 1436 هـ/2015 م |
| مجلس التعاون الخليجي | إم بي سي    | رمضان 1436 هـ/2015 م |
| العالم العربي        | قناة حكايات | رمضان 1436 هـ/2015 م |